# ولسوالی خاک جبار
خاک جبار یکی از ولسوالیهای ولایت کابل در خاور افغانستان است  با جمعیتی نزدیک به ۷۵۰۰۰ نفر. مرکز این ولسوالی خاک جبار است.

## منبع‌ها
- مشارکت‌کنندگان ویکی‌پدیا. «Kabul Province». در دانشنامهٔ ویکی‌پدیای انگلیسی، بازبینی‌شده در ۱۲ اسفند ۱۳۹۰ خورشیدی.